# Askeptosaurus
Askeptosaurus là một chi đã tuyệt chủng thuộc loài thalattosauria có nguồn gốc là bò sát biển sống ở thời tiền sử. Hóa thạch và các dấu hiệu cho sự tồn tại của chúng được tìm thấy trong các khu vực hiện nay là Ý và Thụy Sĩ. Nó được cho là sống trong thời kỳ Trias giữa, khoảng 247 đến 225 triệu năm trước.

## Website chính thức
- Giải phẫu Askeptosaurus italicus từ Trung Triassic của Monte San Giorgio và mối tương quan giữa thalattosaurs (Reptilia, Diapsida)
- Hình ảnh vòm miệng tái tạo của Askeptosaurus

Bản mẫu:Thalattosauria